# Margot van Hasselt

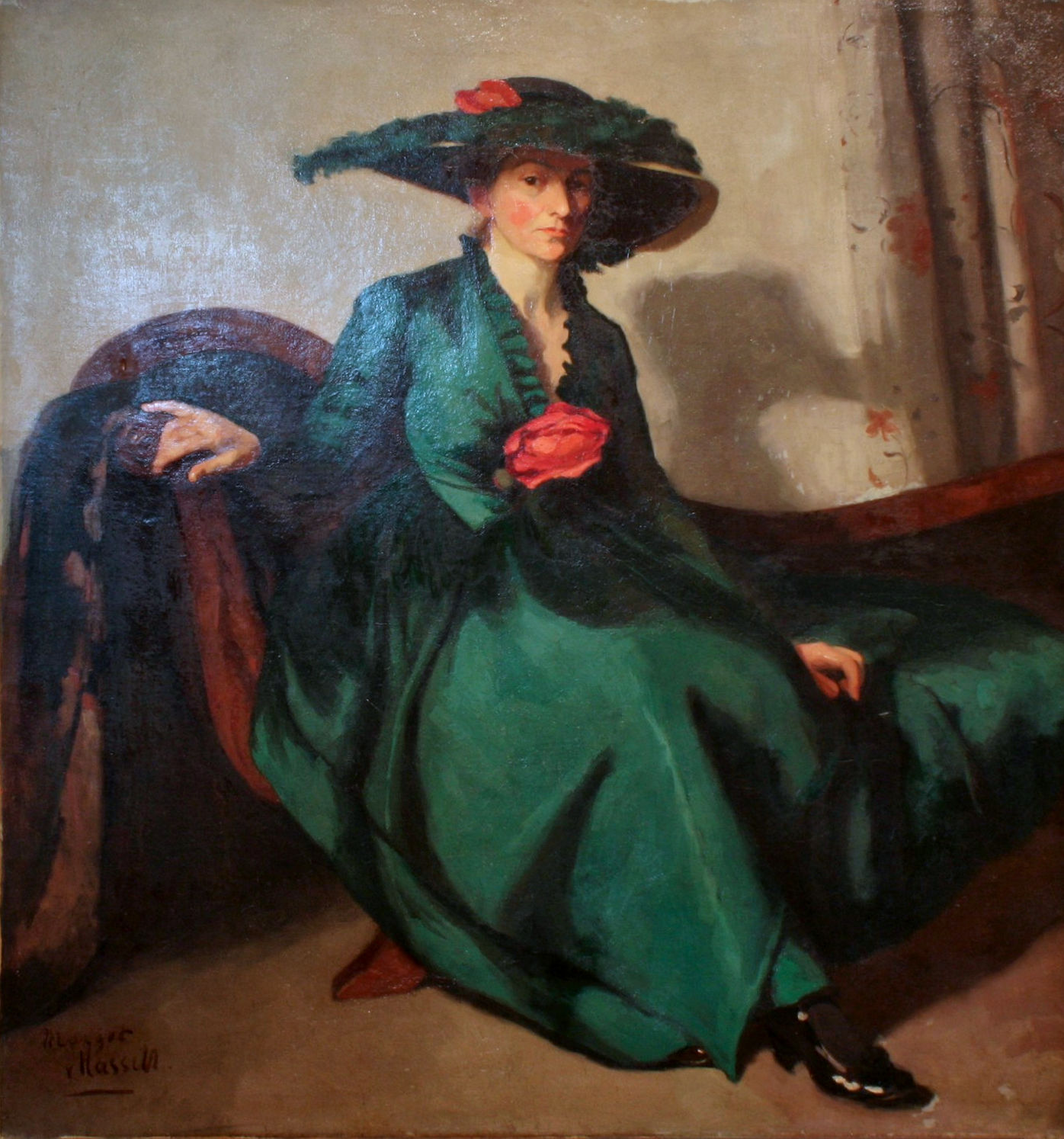
Selbstporträt

Margot van Hasselt (* 9. Juni 1879 in Amsterdam; † 19. Mai 1935 in Utrecht) war eine niederländische Porträt- und Stilllebenmalerin. 
Van Hasselt war eine Tochter von Anne Karel Philip Frederik Robert van Hasselt (1848–1929) und Anna Aleida Houwink (1848–1929). 
Sie wurde in Amsterdam an der Zeichenschule für Mädchen, von 1902 bis 1906 an der Amsterdamer Rijksakademie van beeldende kunsten und dem Internationalen Malatelier bei Martin Monnickendam ausgebildet. Sie erhielt auch Unterricht bei Paul Rink. 
Sie wohnte im ’t Huis Empe, einem Landhaus in der niederländischen Stadt Empe, Gemeinde Brummen in der Provinz Gelderland, wo ihre Eltern, ihr Lehrer Monnickendam und ihre Freundin, die Malerin Jo Strumphler wohnten. 1927 ließ Van Hasselt auf dem Anwesen sein eigenes Haus bauen.
Sie malte Porträts und Stillleben. Sie war Mitglied von „Kunstenaarsvereniging Sint Lucas“, „Arti et Amicitiae“ und „Artibus Sacrum“. Sie stellte unter anderem auf der Ausstellung der „lebenden Meister“ und Sint Lucas aus. 